# Lista celor mai renumiți 100 de sârbi
Lista celor mai renumiți 100 de sârbi (în sârbă 100 најзнаменитијих Срба) a fost întocmită în 1993 de către o comisie de experți ai Academiei Sârbe de Științe și Arte, care a publicat apoi o carte ilustrată cu cele 100 de biografii  (ISBN 978-86-82273-08-0) într-un total de 617 pagini. Cartea a fost republicată în 2001-2002 cu extrase în mai multe limbi străine și cu un total de 631 de pagini. În 2009 a apărut ediția a treia (846 de pagini).
În listă apar și numeroase personalități din istoria recentă, cum ar fi: Nikola Tesla, fizician american de origine sârbă (poziția 66), Kornelije Stanković, compozitor, Slobodan Jovanović, politician, Mileva Marić, fizician, Mihajlo Pupin, fizician și chimist. Pe primele cinci locuri s-au clasat Ștefan Nemanja, Ștefan I Prvovenčani, Sfântul Sava, călugărul Domentian și Ștefan Uroș al II-lea Milutin. Prima femeie din listă este poeta Jefimija (Jelena Mrnjavčevi), aflată pe locul 11. Pe ultimul loc (100) se află scriitorul și poetul sârb de origine română, Vasko Popa.
Printre membrii Academiei Sârbe de Științe și Arte care au redactat cartea se numără Episcopul de Šumadija Sava Vuković, academician dr. Pavle Ivić, academician dr. Dragoslav Srejović, academician Dejan Medaković (Președintele Comisiei), academician dr. Dragomir Vitorović, Zvonimir Kostić, Vasilije Krestić, Miroslav Pantić și Danica Petrović.

## Lista
| Loc | Nume                                                       | Nume | Ocupație |
| --- | ---------------------------------------------------------- | ---- | --- |
| 1   | Ștefan Nemanja (1113–1199)                                 |      | Mare Prinț al Serbiei și fondator al dinastiei Nemanjić. |
| 2   | Ștefan I Prvovenčani (1165–1228)                           |      | Mare Prinț al Serbiei din 1196 până în 1217 și rege încoronat al Serbiei din 1217 până la moartea sa în 1228. |
| 3   | Sfântul Sava (1174–1236)                                   |      | Prinț sârb a Zahumliei și călugăr ortodox, primul arhiepiscop al Bisericii Ortodoxe Sârbe autocefale, creatorul literaturii și legislației sârbe, fondatorul Mănăstirii Hilandaru de pe Muntele Athos și un diplomat. |
| 4   | Domentijan (1210–1264)                                     |      | Călugăr și biograf. |
| 5   | Ștefan Milutin (1253–1321)                                 |      | Rege medieval. |
| 6   | Teodosie Hilandarul (1246–1328)                            |      | Membru al clerului și unul dintre cei mai importanți scriitori sârbi din Evul Mediu. |
| 7   | Danilo al II-lea (~1270–1337)                              |      | Călugăr și cronicar. |
| 8   | Ștefan Dușan (1308–1355)                                   |      | Rege al Serbiei. |
| 9   | Lazăr al Serbiei (1329–1389)                               |      | Conducător sârb medieval. |
| 10  | Miloš Obilić (Miloș Obilici) (necunoscut–1389)             |      | Cavaler medieval, domnitorul Serbiei morave și presupusul asasin al sultanului otoman Murad I. |
| 11  | Jefimija (Jelena Mrnjavčevi) (1349–1405)                   |      | Una dintre primele poete sârbe. |
| 12  | Marko Kralevici (1335–1395)                                |      | Rege al Serbiei. |
| 13  | Ștefan Lazarevici (1377–1427)                              |      | Prinț și despot. |
| 14  | Kir Stefan Sârbul (sec. XIV–sec. XV)                       |      | Muzicolog, compozitor și călugăr. |
| 15  | Gheorghe Brancovici (1377–1456)                            |      | Baron și despot. |
| 16  | Makarije Sokolović (1500s–1574)                            |      | Arhiepiscopul de Peć și Patriarhul Sârb. |
| 17  | Ivan Gundulić (1589–1638)                                  |      | Poet. |
| 18  | Arsenie al III-lea Čarnojević (1633–1706)                  |      | Arhiepiscop de Peć și patriarh al sârbilor și bulgarilor (1557-1571). |
| 19  | Pavle Nenadović (1703–1768)                                |      | Arhiepiscop. |
| 20  | Roger Joseph Boscovich (1711–1787)                         |      | Fizician, filozof, teolog și polimat. |
| 21  | Dositej Obradović (1739–1811)                              |      | Scriitor și lingvist. |
| 22  | Petar I Petrović-Njegoš (1748–1830)                        |      | Conducător al Muntenegrului și exarh. |
| 23  | Ștefan Stratimirovici (1757–1836)                          |      | Autor și mitropolitul sârbilor ortodocși din Imperiul Austriac între 1790 și 1836. |
| 25  | Karađorđe (1768–1817)                                      |      | Lider revoluționar care a luptat pentru independența sârbă. |
| 24  | Filip Višnjić (1767–1834)                                  |      | Poet epic și cântăreț la guzlă. |
| 26  | Matija Nenadović (1777–1854)                               |      | Protopop și scriitor. |
| 27  | Veljko Petrović (1780–1813)                                |      | Lider militar. |
| 28  | Miloš Obrenović, Prinț al Serbiei (1780–1860)              |      | Prinț al Serbiei. |
| 29  | Vuk Stefanović Karadžić (1787–1864)                        |      | Un filolog și lingvist care a fost reformatorul major al limbii sârbe. |
| 30  | Konstantin Danil (1798–1873)                               |      | Pictor. |
| 31  | Jovan Sterija Popović (1806–1856)                          |      | Dramaturg și poet. |
| 32  | Ilija Garašanin (1812–1874)                                |      | Om de stat. |
| 33  | Petar II Petrović-Njegoš (1813–1851)                       |      | Prinț-episcop al Muntenegrului, poet și filozof. |
| 34  | Josif Pančić (1814–1888)                                   |      | Botanist și doctor. |
| 35  | Mihailo Obrenović al III-lea, Prinț al Serbiei (1823–1868) |      | Prinț al Serbiei. |
| 36  | Branko Radičević (1824–1853)                               |      | Poet. |
| 37  | Đuro Daničić (1825–1882)                                   |      | Istoric și filolog. |
| 38  | Svetozar Miletić (1826–1991)                               |      | Politician și primar în Novi Sad. |
| 39  | Jovan Ristić (1831–1899)                                   |      | Diplomat, politician și scriitor. |
| 40  | Kornelije Stanković (1831–1865)                            |      | Compozitor. |
| 41  | Ilarion Ruvarac (1832–1905)                                |      | Istoric și călugăr. |
| 42  | Đura Jakšić (1832–1878)                                    |      | Poet, scriitor și pictor. |
| 43  | Jovan Jovanović Zmaj (1833–1904)                           |      | Poet și doctor. |
| 44  | Valtazar Bogišić (1834–1908)                               |      | Jurist și pionier în sociologie. |
| 45  | Nikola I al Muntenegrului (1841–1921)                      |      | Rege al Muntenegrului. |
| 46  | Laza Kostić (1841–1910)                                    |      | Poet și scriitor. |
| 47  | Stojan Novaković (1842–1915)                               |      | Politician, istoric, scriitor și academician. |
| 48  | Peter I of Serbia (1844–1921)                              |      | Rege sârb. |
| 49  | Vladan Đorđević (1844–1930)                                |      | Politician, primar al Belgradului. |
| 50  | Nikola Pašić (1845–1926)                                   |      | Politician. |
| 51  | Nikodim Milaš (1845–1915)                                  |      | Episcop și autor. |
| 52  | Svetozar Marković (1846–1875)                              |      | Filozof și autor. |
| 53  | Sima Lozanić (1847–1935)                                   |      | Chimist, profesor și politician. |
| 54  | Radomir Putnik (1847–1917)                                 |      | Comandant militar. |
| 55  | Đorđe Krstić (1851–1907)                                   |      | Pictor. |
| 56  | Laza Lazarević (1851–1907)                                 |      | Scriitor, psihiatru și neurolog. |
| 57  | Simo Matavulj (1852–1908)                                  |      | Romancier. |
| 58  | Pera Dobrinović (1853–1923)                                |      | Actor. |
| 59  | Milan I (1854–1901)                                        |      | Rege al Serbiei. |
| 60  | Mihajlo Pupin (1858–1935)                                  |      | Fizician și chimist. |
| 61  | Živojin Mišić (1855–1921)                                  |      | Comandant militar. |
| 62  | Stevan Sremac (1855–1906)                                  |      | Scriitor. |
| 63  | Stepa Stepanović (1856–1929)                               |      | Comandant militar. |
| 64  | Jovan Žujović (1856–1936)                                  |      | Antropolog, cunoscut ca un pionier în geologie, paleontologie și craniometrie în Serbia. |
| 65  | Stevan Mokranjac (1856–1914)                               |      | Compozitor și educator de muzică. |
| 66  | Nikola Tesla (1856–1943)                                   |      | Fizician, inventor, inginer electric și inginer mecanic. |
| 67  | Paja Jovanović (1859–1957)                                 |      | Pictor. |
| 68  | Vojislav Ilić (1860–1894)                                  |      | Poet. |
| 69  | Ljubomir Stojanović (1860–1930)                            |      | Politician, istoric și academician. |
| 70  | Bogdan Popović (1863–1944)                                 |      | Critic literar și profesor. |
| 71  | Branislav Nušić (1864–1938)                                |      | Romancier, dramaturg, satirist și diplomat. |
| 72  | Jovan Cvijić (1865–1927)                                   |      | Geograf, antropolog, profesor și academician. |
| 73  | Mihailo Petrović (1868–1943)                               |      | Matematician, profesor și academician. |
| 74  | Pavle Popović (1868–1939)                                  |      | Critic și istoric literar, profesor și academician. |
| 75  | Slobodan Jovanović (1869–1958)                             |      | Avocat și politician. |
| 76  | Miloje Vasić (1869–1956)                                   |      | Arheolog. |
| 77  | Jovan Dučić (1871–1943)                                    |      | Poet și diplomat. |
| 78  | Radoje Domanović (1873–1908)                               |      | Scriitor și profesor. |
| 79  | Nadežda Petrović (1873–1915)                               |      | Pictor și fotograf timpuriu. |
| 80  | Branislav Petronijević (1875–1954)                         |      | Cercetător și filozof. |
| 81  | Borisav Stanković (1876–1927)                              |      | Scriitor. |
| 82  | Milan Rakić (1876–1938)                                    |      | Poet. |
| 83  | Aleksandar Belić (1876–1960)                               |      | Linguist și academician. |
| 84  | Milan Nedić (1878–1946)                                    |      | General și politician, prim-ministru al Guvernului Salvării Naționale. |
| 85  | Isidora Sekulić (1877–1958)                                |      | Prozatoare și romancieră. |
| 86  | Petar Kočić (1877–1916)                                    |      | Poet și politician. |
| 87  | Jovan Skerlić (1877–1914)                                  |      | Scriitor și critic literar. |
| 88  | Milutin Milanković (1879–1958)                             |      | Matematician, astronom, climatolog, geofizician, inginer civil și popularizator al științei. |
| 89  | Nikolaj Velimirović (1881–1956)                            |      | Episcop și scriitor de teologie . |
| 90  | Petar Konjović (1883–1970)                                 |      | Compozitor. |
| 91  | Vladimir Ćorović (1885–1941)                               |      | Istoric. |
| 92  | Stevan Hristić (1885–1958)                                 |      | Compozitor. |
| 93  | Jovan Bijelić (1884–1964)                                  |      | Pictor. |
| 94  | Alexandru I (1888–1934)                                    |      | Suveran al Regatului Sârbilor, Croaților și Slovenilor (1921-1929), primul rege al Iugoslaviei (1929-1934). |
| 95  | Petar Dobrović (1890–1942)                                 |      | Pictor. |
| 96  | Ivo Andrić (1892–1975)                                     |      | Scriitor, laureat al Premiului Nobel (1961). |
| 97  | Miloš Crnjanski (1893–1977)                                |      | Scriitor, poet și diplomat. |
| 98  | Sava Šumanović (1896–1942)                                 |      | Pictor. |
| 99  | Meša Selimović (1910–1982)                                 |      | Scriitor. |
| 100 | Vasko Popa (1922–1991)                                     |      | Poet și academician. |